# マリンサーベイヤー
マリンサーベイヤー（Marine Surveyor）とは、第三者として船舶の状態や載荷の状態について検査や確認をしたり、事故等によって発生した損害・損傷の鑑定を行う者の事である。

## 概要
マリンサーベイヤーは広く海事に関する検査業務（マリンサーベイ）を行う者を指しており、国や検査対象によってその意味するところが変わってくる。日本国内では特に、港湾運送事業法で定められた「船積貨物の積付に関する証明、調査及び鑑定（海事鑑定）」を行うものとして、海事鑑定人と呼称されている。

## マリンサーベイの目的
マリンサーベイは損害保険や国際貿易と密接なつながりがあり、それらの業務に関する様々な証明をすることを目的としている。
検査する対象物は船舶と貨物の2つに大別することが出来る。

### 船舶を対象としたサーベイ
- 船級に関する検査
- ポートステートコントロール
- 用船契約時の船舶状態検査
- マーケットでの船価鑑定
- 船舶事故発生時の損害調査や修繕額算定

### 貨物を対象としたサーベイ
- 貨物の数量・品質の証明
- 船舶の堪航性を保つ積付証明
- 輸出入時の貨物状態検査
- 輸送事故発生時の貨物損害調査

マリンサーベイヤーが証明した結果に基づき、保険の引受や保険金支払、貿易取引数量及び価額の決定などが実務上なされている。

## マリンサーベイヤーの種類

### 外国船舶監督官
ポートステートコントロールを実施する。

### カーゴサーベイヤー
貨物の検査を行う。主として以下のことを行う。
- 貨物の状態の証明[4]

買手からの依頼や売手からの依頼、運送人からの依頼で実施される。
商品が契約書通りの数量や品質であるかどうか調査するために、貨物の調査をサーベイヤーへ依頼して実施されるもの。
損傷や損失の多い貨物、品質に厳しい貨物などに対して依頼があることが多い。
証明調査は貨物の船積前・船済後、陸揚前・陸揚後に行われることが多い。
| 船舶     | 貨物                             | サーベイ方法                            | 目的                                                                             |
| -------- | -------------------------------- | --------------------------------------- | -------------------------------------------------------------------------------- |
| バルカー | 穀物・石炭・塩・鉄鉱石など       | サンプリング                            | 粒状・固形貨物のサンプルを採取し、品質を分析・調査する。                         |
| バルカー | 穀物・石炭・塩・鉄鉱石など       | ドラフトサーベイ                        | 粒状・固形貨物の積降前後の喫水変化を基に貨物重量を算定する。                     |
| タンカー | 液体化学製品・石油・液化ガスなど | サンプリング                            | 液体貨物のサンプルを採取し、品質を分析・調査する。                               |
| タンカー | 液体化学製品・石油・液化ガスなど | ・タンクサウンディング ・タンクアレージ | 液体貨物のタンク内の液面を測定し、そこからタンク内の貨物の容量、重量を算出する。 |

タンクサウンディング
タンクの底からタンク内の液体貨物の液面までの高さを計測し、そこからタンク内の液体量を算出する計量方法
タンクアレージ
タンクの上部からタンク内の液体貨物の液面までの高さを計測し、液体の入っていない空間の高さから、タンク内の液体量を算出する方法
- 貨物の損失・損傷の調査

貨物に損失や損傷が発見された場合、保険会社や荷主、運送会社から依頼があり実施される。
サーベイヤーは損失・損傷の度合い、原因を調査し、調査報告書（サーベイレポート）を作成する。この報告書を基に、依頼者は損傷の処理（保険金の支払いや損害賠償など）をどうするか決定する。
損傷を最小限にするためのアドバイスを行うこともある。
- 損失・損傷貨物の費用推定[6]

上記の損失・損傷調査以外にも、損傷原因によって発生した損害金額を推定する事も行っている。
アジャスターと役割が似ているが、サーベイヤーは検査業務が主であり、アジャスターは保険金算定業務が主であるところに違いがある。
- 専門的かつ技術的なアドバイス

貨物を安全に輸送するための積付のアドバイスを行う。
大型貨物や危険品の輸送方法や梱包方法、保険引受条件を満たす積付方法などの専門的なアドバイスを行う。

### ヨット、小型船舶サーベイヤー
ヨットやプレジャーボート等の小型船舶検査を行う。
小型船舶の事故調査や売買時の価格算定、検査などを専門的に行う。
日本では、定期検査や船舶登録に関しては、国の代行として日本小型船舶検査機構（JCI)が検査を行っている。

### 船体機関サーベイヤー
小型船舶以外の船舶及び機関を検査するサーベイヤー。主として以下のことを行う。
- 船級関連検査

船級協会のサーベイヤーが行う検査。船の設計・建造・検査の基準をつくり,その基準どおりに船がつくられ,保守されているか公正な立場から検査を行う。
- 条約関連検査

海上人命安全条約（SOLAS）、国際満載喫水線条約（ICLL）、海洋汚染防止条約（MARPOL）などの国際条約やCode of Safe Practice for Solid Bulk Cargoes （IMSVBC Code）などのコードによる各国政府代行検査。
- 船舶タンク計測

船上タンクの新設・改造時に検査し、容量表の作成を行う検査。
- コンディションサーベイ

1. P&I保険に加入済みの船舶及び加入しようとする船舶、あるいは売買する船舶について各種基準を満たしているか調査する検査。
2. 用船の開始時、終了時に船舶の状態と残油量の検査を行う。

- 船舶事故

海難事故発生時の損傷状態・原因の調査、修繕額の算定。共同海損が発生した場合、共同海損検査人(GA Surveyor)として検査を行う。
- 専門的かつ技術的サービス

船舶に関する技術コンサルタントの提供。

## 海事鑑定
海事鑑定とは船社・荷主の委託を受け、船舶への積込時の貨物の状態を確認し、海上輸送に適した積付けであるかを確認する業務や、港湾運送中に事故が発生し、貨物に何らかの損害が生じた場合、貨物の損害の 調査、原因の鑑定を行う業務等の事である。代表的なものは以下のものである。
1. 倉口検査：積載貨物に異常・損傷が認められた場合、主として倉口周辺を中心に調査し、損害の程度と原因を検査する。
2. 積付検査：危険な貨物(劇物、流動しやすい貨物、鋼材等の重量物等)を積載する場合、航海中の事故を防止するため積付けが良好に行われたことを検査証明する。
3. 喫水検査（ドラフトサーベイ）：受渡し重量を本船の排水量を基準に算定し、証明する。
4. 積荷重量検定：載貨重量表を有しない、はしけ等に積載された貨物重量を算定し、証明する。
5. 液量検定・清掃検査：液体貨物の容積及び重量を算定する。積載予定貨物と他貨物との混合、汚染等を防止し、品質の安全性を確保するため、船上タンク等の清掃状態を検査する。
6. 貨物の損害及び原因鑑定：船舶にて積載輸送された貨物に損害が発生した場合、その損害原因、状態及び程度を調査し、責任の所在を明らかにする。